# 金點阿波魚
金點阿波魚，為輻鰭魚綱鱸形目鱸亞目蓋刺魚科阿波魚屬的其中一個種。

## 分布
本魚分布於太平洋的吉里巴斯。

## 深度
水深3至8公尺。

## 特徵
本魚體呈長卵形，吻鈍，體橙黃色，吻部帶紫色，體側具有無數小黃點，頭頂與鰓蓋上方各有一瞳孔大小之黃邊黑斑。背鰭、尾鰭與臀鰭黑色有淡藍色邊緣。硬棘14枚，軟條17至18枚；臀鰭硬棘3枚，軟條17至19枚。體長可達25公分。

## 生態
本魚棲息在岩礁或珊瑚礁區，屬肉食性，以海膽、海綿等為食。

## 經濟利用
為高經濟價值的觀賞魚。